# Двойной рай (альбом)
«Двойной рай» (укр. «Подвійний рай»)— третій міні-альбом української співачки Тіни Кароль, випущений 29 жовтня 2021 року. Альбом було написано у співавторстві з Аркадієм Олександровим, який також виступив саунд-продюсером альбому. Платівка є одинадцятою в дискографії співачки.

## Опис
"Двойной рай" — це музична повість про кохання з пронизливими текстами і яскравими мотивами меланхолії.
"Двойной рай" присвячений одній людині і відносинам, від яких "ми обидва вже вільні. Я присвячую новий альбом своїй волі".
У нових треках Тіна Кароль позбавляє себе феміністичного почерку і звертається до сильних вокальних партій, мрійливої і димчастої аури нульових.

Альбом "Двойной рай", як і попередній альбом "Красиво", був написаний Тіною Кароль у співавторстві з Аркадієм Олександровим. 
"EP "Двойной рай" — це наче музична повість, — каже композитор. — Усі пісні альбому — це особисті мотиви Тіни, які можна порівняти з Маріанською западиною. Ця метафора добре підходить для розуміння масштабу особистості Тіни — глибина її музичного океану незрівнянна ні з чим іншим". 
Нова відеоробота на сингл "Двойной рай" - це романтичний трилер. Звертаючись до кіноестетики «нульових», поп-діва епатує сміливою зміною іміджу. Тепер вона яскрава блондинка з пістолетом у руках, її мішень – ревнощі. Режисеркою відеороботи стала Аліна Симоненко. 
"Було неймовірно працювати з музою, де кожна пластика руху та гра — це втілення мистецтва. Тендітна дівчина, в якій неймовірна сила — те, що я завжди бачу в Тіні".
"Двойной рай" — це алюзія до кінохіта нульових "Її звали Нікіта". 

## Просування
10 листопада 2021 року Тіна Кароль прибула до Казахстану для промо-підтримки свого нового альбому «Двойной рай», який третій тиждень поспіль лідирує у стрімінг-чартах 11 країн. Поп-діва дала низку інтерв'ю центральним телеканалам та радіостанціям
16 листопада 2021 року Тіна прилетіла до Грузії, Тбілісі на підтримку свого нового альбому «Двойной рай», співачка виступила на шоу «Танці зі зірками (Грузія)», а також дала низку інтерв'ю центральним каналам та радіостанціям
20 листопада 2021 року Тіна прилетіла до Мінська, Білорусі на підтримку свого нового альбому «Двойной рай». Народна артистка України, дала низку інтерв'ю радіостанціям Білорусії та телеканалу Белта
У січні 2022 року, Тіна вирушила в тур містами України з новою сольною програмою. Співачка повідомила, що нова шоу-програма, "просочена свіжим подихом електронної музики з альбому «Красиво» та меланхолійною лірикою нового альбому «Двойной рай». Пізніше співачка випустила фільм-концерт на підтримку альбомів «Красиво» та «Двойной рай»

## Список композицій
| #  | Назва             | Автор                            | Тривалість |
| -- | ----------------- | -------------------------------- | ---------- |
| 1. | «Холод»           | Тіна Кароль, Аркадій Олександров | 3:53       |
| 2. | «Двойной рай»     | Тіна Кароль, Аркадій Олександров | 3:17       |
| 3. | «Город»           | Тіна Кароль, Аркадій Олександров | 2:45       |
| 4. | «Поцелуй на фарт» | Тіна Кароль, Аркадій Олександров | 1:57       |